# Цоринцы
Цоринцы, Цори, Цоринское общество — историческое территориальное ингушское общество, располагавшееся в горной Ингушетии в районе реки Гулойхи к востоку от реки Ассы. На западе граничили c хамхинцами (с которыми входили в один шахар), на севере с галашевцами, на востоке с аккинцами, на юге с Грузией. Центром общества являлось средневековое селение Цори.

## Название
Наименование общества связано с названием средневекового селения Цори в Ингушетии.

## История
Общество относится к числу ингушских обществ. В 1832 году генерал Г. В. Розен возглавил российскую военную экспедицию в Цоринское общество. В 1838 году, цоринцы онтесены к «дально-галгаевскому народу», а не фигуриуют как отдельное общество. В 1851 году общество состояло из двух больших и трех малых аулов, заключавших в себе 87 дворов и где жили 774 человек (390 — мужчины, 384 — женщины).
Во время Гражданской войны в России Добровольческая армия предъявила в сентябре 1919 года ультиматум хамхинцам и цоринцам с тем, чтобы они в кратчайший срок выставили требуемое количество всадников для Добрармии, но «хамхинцы и цоринцы наотрез отказались удовлетворить это требование».

## Состав
Цоринское общество включало в себя следующие селения:
| Селения русская орфография / ингушская орфография | Тайпы и их патронимии (някъан) |
| Цори Цхьори                                       | Цорой Цороевы/Цуроевы Амиевы, Бисаевы/Бисиевы, Бобхоевы, Ганижевы, Дзангиевы/Зангиевы, Дзейтовы, Мякиевы, Могушковы, Татиевы, Хашиевы ← Батажевы |
| Агутыр Огатар                                     | |
| Аршауг ОаршагӀе                                   | |
| Бешт                                              | Оздой |
| Бийре                                             | |
| Вицы Вици                                         | Цорой Хашиевы (ингуш. Хаьшанаькъан) |
| Гвези                                             | Цорой Бисаевы (ингуш. Бисанаькъан) |
| Горшке Герашке                                    | Цорой Хашиевы (ингуш. Хаьшанаькъан) |
| Гул ГӀул                                          | Гулой (Мержой) Гулоевы/Гулиевы Базиевы, Нагадиевы, Хучбаровы (ингуш. Хучбаранаькъан)                                                             |
| Кашете КашетӀе                                    | Оздой Цорой Бобхоевы |
| Койрах Кхойрах                                    | |
| Ляжг Лаьжг                                        | Цорой Ганижевы (ингуш. ГӀаьнажанаькъан) |
| Оасег ОасегӀа                                     | Гухой Кучиевы Цорой Дзагиевы (ингуш. ДзагӀенаькъан)                                                                                              |